# Lucio Falasco
Lucio Falasco (Olavarría, Buenos Aires, 19 de febrero de 2004) es un futbolista argentino que juega actualmente como centrocampista en el Godoy Cruz de la Primera División de Argentina.

## Trayectoria
Nació el 19 de febrero de 2004 en Olavarría, provincia de Buenos Aires, Argentina, a temprana edad comenzó en el fútbol y no fue hasta 2022 que hizo su debut en Club Atlético Aldosivi.
Lucio Falasco pasó por las inferiores de Belgrano de Córdoba antes de unirse a Aldosivi.

### Aldosivi
Firmó su primer contrato profesional con Aldosivi el 8 de agosto de 2022. En el club, debutó en la primera división frente a San Lorenzo, luego de su paso por las inferiores de Belgrano.

### Godoy Cruz
En agosto de 2023, Lucio Falasco se unió a Godoy Cruz en calidad de préstamo hasta diciembre de 2024, luego de su paso por Aldosivi.

## Estadísticas

### Clubes
- Actualizado hasta el 25 de febrero de 2024

| Club                 | Div.                | Temporada           | Liga  | Liga  | Liga   | Copas nacionales (1) | Copas nacionales (1) | Copas nacionales (1) | Copas internacionales (2) | Copas internacionales (2) | Copas internacionales (2) | Total | Total | Total  |
| Club                 | Div.                | Temporada           | Part. | Goles | Asist. | Part.                | Goles                | Asist.               | Part.                     | Goles                     | Asist.                    | Part. | Goles | Asist. |
| -------------------- | ------------------- | ------------------- | ----- | ----- | ------ | -------------------- | -------------------- | -------------------- | ------------------------- | ------------------------- | ------------------------- | ----- | ----- | ------ |
| Aldosivi Argentina   | 2.ª                 | 2022                | 1     | 0     | 0      | 0                    | 0                    | 0                    | 0                         | 0                         | 0                         | 1     | 0     | 0      |
| Aldosivi Argentina   | Total club          | Total club          | 1     | 0     | 0      | 0                    | 0                    | 0                    | 0                         | 0                         | 0                         | 1     | 0     | 0      |
| Godoy Cruz Argentina | 1.ª                 | 2023                | 1     | 0     | 0      | 0                    | 0                    | 0                    | 0                         | 0                         | 0                         | 1     | 0     | 0      |
| Godoy Cruz Argentina | Total club          | Total club          | 1     | 0     | 0      | 0                    | 0                    | 0                    | 0                         | 0                         | 0                         | 1     | 0     | 0      |
| Total en su carrera  | Total en su carrera | Total en su carrera | 2     | 0     | 0      | 0                    | 0                    | 0                    | 0                         | 0                         | 0                         | 2     | 0     | 0      |

## Selección Sub-20
En el año 2022, luego de su paso por del Club Atlético Aldosivi, fue citado por la selección sub-20 del ascenso, donde fue titular en un amistoso y parte del equipo en los entrenamientos.